# Kanji Ishiwara
Kanji Ishiwara (jap. 石原 莞爾 Ishiwara Kanji; ur. 18 stycznia 1889 w Shōnai, zm. 15 sierpnia 1949 w Tokio) – generał porucznik Cesarskiej Armii Japońskiej i polityk.

## Życiorys
Dzięki swym publikacjom na temat misji imperium japońskiego w Azji, w wielu kręgach uchodził za proroka i geniusza. Odegrał główną rolę w planowaniu tzw. incydentu mandżurskiego z września 1931, który pociągał za sobą wojskową okupację położonej w północno-wschodnich Chinach Mandżurii. 
Przed przydzieleniem do Armii Kwantuńskiej, Ishiwara powszechnie głosił, że wojna Japonii z mocarstwami zachodnimi jest nieunikniona. Pod wpływem takich pisarzy, jak Jirō Nanbu, ostrzegał przed apokaliptycznymi skutkami wojny ostatecznej. Zgodnie z jego zaleceniami, aby sprostać tym wyzwaniom, Japonia powinna dokonać podboju wschodniej Azji, co dałoby jej dostęp do bogactw naturalnych regionu. 
W polityce wewnętrznej zaś proponował głębokie przekształcenia japońskich instytucji i społeczeństwa. Jego plan, który w 1937 stał się Pięcioletnim Planem Rozwoju Mandżurii, miał na celu zwiększenie produkcji na tym kontrolowanym przez Japonię obszarze poprzez wprowadzenie tam kapitałochłonnego przemysłu zarządzanego przez Japończyków. 
Wyrazem uznania jakim cieszył się Ishiwara w armii cesarskiej, była jego nominacja w 1935 na stanowisko szefa oddziału operacyjnego sztabu generalnego. Jego coraz większe zaangażowanie polityczne, szczególnie próby obalenia gabinetu premiera Ugaki w styczniu 1937, znacznie zmniejszyły jego prestiż. Mimo udziału we wcześniejszej japońskiej agresji na kontynencie azjatyckim, Ishiwara przeciwstawiał się wojnie chińsko-japońskiej po incydencie na moście Marco Polo w 1937, głównie dlatego, że za największego wroga Japonii uważał Związek Radziecki. 
W miarę rozszerzania się wojny, kolejne nominacje oficerskie postawiły Ishiwarę poza ścisłym kręgiem dowództwa, a w 1941 został zmuszony do rezygnacji ze służby. 
Wzywany na świadka w procesach tokijskich w latach 1946-1948 domagał się uznania swej współodpowiedzialności za incydent mandżurski i wyraził zdumienie wobec decyzji sądu, że nie posadzono go wraz z innymi na ławie oskarżonych. 
Jego inteligencja i niekonwencjonalne zachowanie zjednały mu podziw wielu kolegów oficerów, wzbudzając jednocześnie podejrzliwość wojskowego establishmentu.